# Lindsay Kellock
Lindsay Kellock (Toronto, 22 de abril de 1990) es una jinete canadiense que compite en la modalidad de doma. Ganó una medalla de oro en los Juegos Panamericanos de 2019, en la prueba por equipos.

## Palmarés internacional
| Juegos Panamericanos | Juegos Panamericanos | Juegos Panamericanos | Juegos Panamericanos |
| Año                  | Lugar                | Medalla              | Categoría            |
| -------------------- | -------------------- | -------------------- | -------------------- |
| 2019                 | Lima (Perú)          | Medalla de oro       | Por equipos          |